# Desierto Salvador Dalí

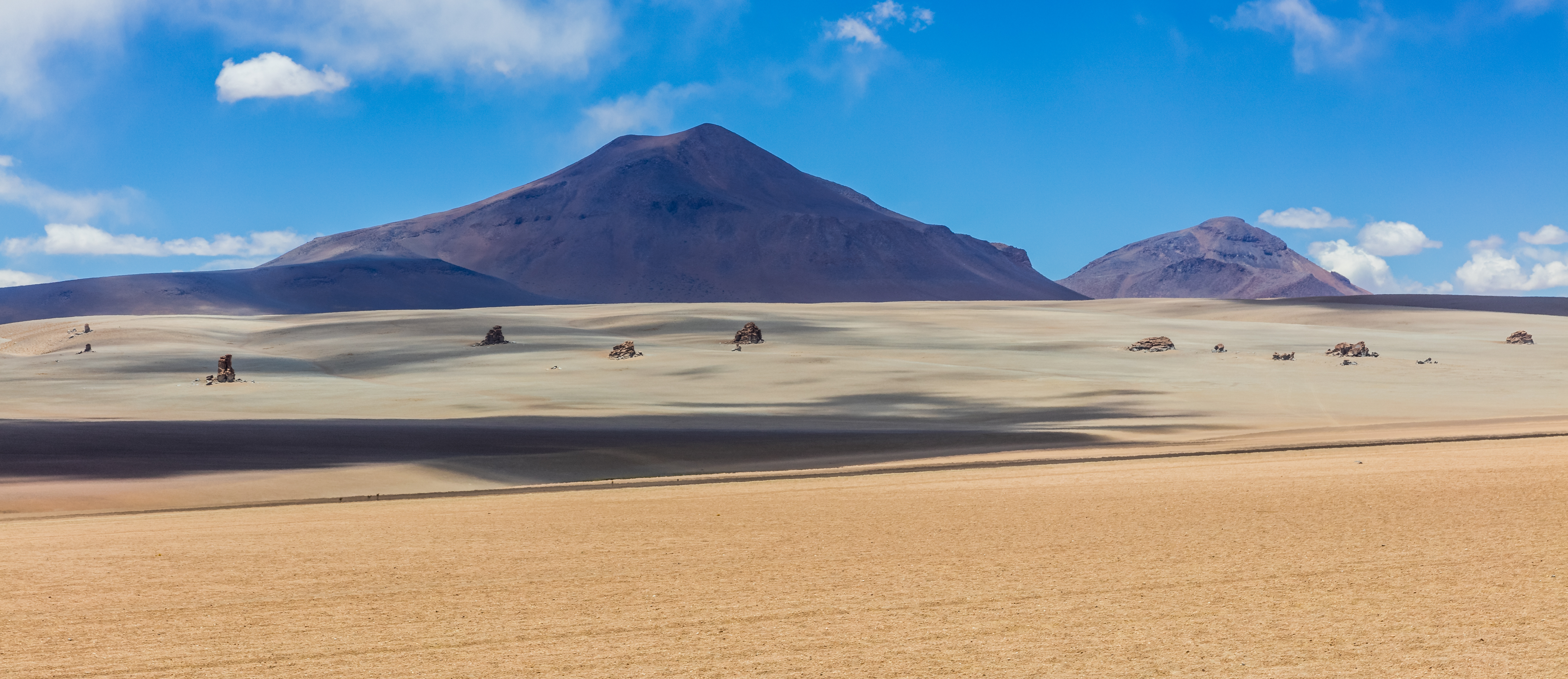
Desierto Salvador Dalí con sus rocas típicas.

El desierto Salvador Dalí, o simplemente desierto de Dalí, es un desierto del suroeste de Bolivia, ubicado al sur del departamento de Potosí dentro de la Reserva Nacional de Fauna Andina Eduardo Abaroa y al sur del salar de Chalviri. Se encuentra a una altitud promedio de 4750 m s. n. m. y tiene una superficie aproximada de 110 km².
Se denomina así porque es similar a algunos paisajes pintados por el pintor español Salvador Dalí, aunque él nunca supo de la existencia de este sitio.  
A 7 km al norte del desierto se encuentran las Termas de Polques, al borde del Salar de Chalviri.  